# 克莱芒·米尼翁
克莱芒·米尼翁（法語：Clément Mignon，1993年1月21日—）生于普罗旺斯地区艾克斯，是一名法国男子游泳运动员，主攻自由泳，他曾入选2016年里约奥运法国游泳队阵容，并获得男子4×100米自由泳接力银牌。米尼翁曾在2018年9月一度宣布结束自己的职业生涯。然而，数个月后，他便放弃了退役的念头，并于2019年1月再次回归训练场。